# Da pacem Domine (Пярт)
Da Pacem Domine (укр. Дай миру, Господи) — хорова композиція Арво Пярта за мотивами латинської молитви за мир Da Pacem Domine, вперше написана в 2004 році для чотирьох голосів. Різні версії, також і для струнних інструментів, були опубліковані Універсальним виданням (Universal Edition).

## Історія
Твір був написаний на замовлення Джорді Саваллі для концерту миру в Барселоні 1 липня 2004. Пярт розпочав написання твору через два дні після того, як стались вибухи потягів в Мадриді в 2004 році, в пам'ять про загиблих. Вперше твір був записаний 29 березня 2005 року хоровим квартетом Hilliard Ensemble в Санкт-Герольді (Австрія). В Іспанії композиція виконується щорічно у пам'ять про жертви трагедії.
В основі тексту лежить гімн 6-7 століть за мотивами Біблійних віршів: 2 Царів 20:19, 2, Хронік 20: 12,15 і Псалмів 72: 6-7. Da Pacem Domine триває без перерви і займає близько п'яти хвилин. Оригінальна версія для чотирьох голосів. Пярт пізніше написав інших декілька версій: для голосу і струнного оркестру, і для самих інструментів, струнного квартету або струнного оркестру. Твори були опубліковані Універсальним виданням. Перший виступ — версія для голосу і струнного оркестру — відбувся у Таллінні 18 травня 2007 року в церкві святого Миколая, з Камерним хором Естонської філармонії і Талліннським камерним оркестром, диригент Тіну Кальюсте.
Музичний критик і письменник Девід Верньє схвально відгукнувся про застосовані композитором тонкі методи композиції, що утворюють структуру музики з «найпростіших матеріалів», таких як «милозвучність, виразність і простота гармонії».
Верньє зазначив, що майже повне підпорядкування ритмічного впливу і приведення мелодії у більшій чи меншій мірі створює відчуття присутності.
В огляді New York Times зазначено композиторську «відсутність коренів» і продовжено:
|  | Загалом це є споглядальна музика. “Da Pacem Domine” (2004), молитва за мир, це сплав стійких тонів із слабо вираженим наростанням гармонії і ледь помітним розвитком. Однак, незважаючи на це, слухача невблаганно затягує його гіпнотична чотирьохчастинна неакомпонована вокальна текстура. |